# Rik Isemborghs
Hendrik Victor "Rik" Isemborghs (Amberes, Bélgica; 30 de enero de 1914 – 9 de marzo de 1973) fue un futbolista belga que jugaba en la posición de delantero.

## Carrera

### Club
Inició su carrera en 1932 con el equipo K Beerschot VAC, con quien jugó toda su carrera hasta su retiro en 1944 disputando 254 partidos y anotó 175 goles. Ganó dos títulos de liga a finales de los años 1930.

### Selección
Jugó para Bélgica entre 1935 y 1939 en donde jugó en 16 partidos y anotó en ocho ocasiones, haciendo su debut en 1935 ante Países Bajos y su retiro fue en 1939 ante Polonia. Jugó en el mundial de Francia 1938 donde anotó un gol.

## Logros
- Primera División de Bélgica: 2

1938, 1939